# Rezerwat przyrody Niebieska Dolina
Rezerwat przyrody Niebieska Dolina – leśny rezerwat przyrody w gminie Łapsze Niżne, w powiecie nowotarskim (województwo małopolskie). Znajduje się na terenie Nadleśnictwa Krościenko, w obrębie Południowomałopolskiego Obszaru Chronionego Krajobrazu, w pobliżu granicy ze Słowacją.
Został powołany na mocy zarządzenia Ministra Leśnictwa i Przemysłu Drzewnego z dnia 27 maja 1963 na powierzchni 19,86 ha. W 1965 roku powiększono go do 22,03 ha.
Jest to rezerwat fitocenotycznych zbiorowisk leśnych lasów górskich i podgórskich. Przedmiotem ochrony jest tu naturalny fragment zespołu buczyny karpackiej.